# Каиро, Урбано
Урбано Каиро (итал. Urbano Cairo, род. 21 мая 1957, Мазио, Пьемонт) — итальянский предприниматель и спортивный функционер, с 2005 года — владелец и президент футбольного клуба «Торино»

## Биография
Урбано Роберто Каиро родился 21 мая 1957 года в Мазио, в провинции Алессандрия, в Пьемонте. Отец работал продавцом мебели, а мать — учителем. Окончил среднюю школу. Затем получил высшее образование в Университете Луиджи Боккони.
В 1981 году, Сильвио Берлускони, основатель Fininvest, принимает его на работу в качестве личного помощника.
С 1982 года постоянно работает для компаний Берлускони и в том же году он отвечал за приобретение телевизионного телеканала Italia 1.
В 1984 году начал заниматься предпринимательской деятельностью в сфере коммуникаций, образуя «Gestione Prodotti Alimentari srl» (Gespal), входящая в группу Yomo.
В 1995 году был вовлечён в коррупционный скандал «Чистые руки». На судебном разбирательстве он признал вину, в отличие от других руководителей Fininvest. Попросил о сделке о признании вины и получил девятнадцатимесячный условный срок за финансовые преступления: растраты, счета за несуществующие операции и ошибочный учёт. Приговор был вынесен в 1999 году, но после 5 лет началась реабилитация, и сегодня Каиро является чистым перед законом.
Поскольку группа Берлускони выбрала жёсткую линию против обвинений, в 1995 году Fininvest разорвал контракт с Каиро, который с тех пор начал свою карьеру, создавая собственный бизнес — компанию Cairo Communication.
В 2003 году он открыл собственное издательство "Cairo Editrice".
С 2005 года он является владельцем и президентом футбольного клуба «Торино».
В 2013 году Каиро стал владельцем телеканала «La7».

## Личная жизнь
Урбано Каиро был трижды женат, имеет четверо детей.
- Первая супруга ─ Анна Каталди (1939─2021) ─ итальянская журналистка, писательница, посол мира ООН 1998 года
- Вторая супруга ─ Тов Хорнелиус
- Третья ─ Мали Пеландини